# 정인숙 피살사건
정인숙 피살사건(鄭仁淑 被殺事件)은 제3공화국 당시인 1970년 3월 17일 밤 11시경, 대한민국 서울특별시 마포구 합정동 절두산 근처 도로에서 발생한 교통사고를 가장한 총격 살인사건으로 고급 요정 종업원인 정인숙이 사망한 사건이다. 피해자 정인숙(본명: 정금지)은 총상으로 요절하였고 그의 차를 운전하던 넷째 오빠 정종욱은 넓적다리에 관통상을 입었으나 지나가던 택시기사에게 도움을 청하여 구조되었다.
정인숙은 당시 출산한 아이의 아버지인 대한민국의 국무총리 정일권과 갈등관계에 있었고, 신민당은 이 사건의 배후로 정부 고위층의 개입 의혹을 제기했으나 유야무야 묻혀져 아직까지 의문사로 남아있다.

## 경과

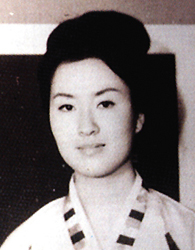
정인숙

1970년 3월 17일 밤 11시경, 서울 마포구 합정동 절두산 부근의 강변3로에 멈춰 서 있는 검은색 코로나 승용차에서 권총에 넓적다리를 관통당해 신음하고 있는 한 사내와, 머리와 가슴에 총을 맞아 이미 숨진 한 젊은 여인이 발견되었다. 부상당한 사내는 정종욱(당시 34세), 숨진 여인은 정인숙(당시 25세)으로 두 사람은 남매 관계로 밝혀졌다.
당시 26세였던 정인숙에게는 3살 된 아들이 1명 있는 것으로 확인되었다. 아이의 아버지에 대해서는 당시 정부의 한 유력인사가 지목되기도 했다.
고위 공무원의 딸로 태어나 대학을 중퇴하였으며 여러 명의 친오빠가 있었다. 그 뒤 정인숙은 당시 한일회담도 이루어진 선운각 등 최고급 요정에서 호스티스로 일하고 있었다.
나중에 정인숙의 집에서 발견된 정인숙의 소지품에선 정관계 고위층의 명함 26장이 포함된 33장의 명함이 쏟아져 나왔는데, 명단에는 박정희, 정일권, 이후락, 김형욱 등 대다수 5.16 주체세력들이  포함되어 있었다. 이후 경찰 수사는 지지부진해졌고 언론 보도가 수사를 대신하게 되었다. 언론은 정인숙에게 숨겨진 아들(정일성, 정성일, 또는 박승일(68년 3월생))이 하나 있고, 그 아들은 당시 청와대 고위층의 자녀라는 소문과 정인숙이 당시 정관계 고위층 전용이라 할 수 있는 고급 요정 '선운각'을 드나들었다는 것 등을 밝혀냈다.
1주일 후에 나온 검찰 수사 결과에 따르면, 범인은 오빠 정종욱인 것으로 밝혀졌다. 정종욱은 정인숙의 운전기사 노릇을 하면서 정인숙의 문란한 행실을 지적했으나, 정인숙이 말을 믿지 않고 자신에게 심한 폭언을 가하자 가문의 명예를 위해 누이동생을 암살하고 강도를 당한 것처럼 위장하려 했다는 것이다.

## 의혹
사건은 권부의 압력에 의해 흐지부지되었다고 하며 사건의 진상은 현재까지도 밝혀진 것이 없다. 정인숙 살해 사건은 넷째 오빠인 정종욱의 범행으로 일단락되었지만, 진범은 밝혀지지 않았으며 의혹은 한 두가지가 아니었다. 성급히 종결지으려는 수사 태도도 의심을 샀고 정종욱이 사용했다는 권총이 발견되지 않았고, 증거는 오직 정종욱의 자백뿐이라는 점이 의혹을 증폭시켰다. 정종욱에 대해선 '권세가들에게 희생된 세상에서 가장 억울한 인물 중의 한 사람'이라는 설이 떠돌았다. 한편 정계의 유력자가 은폐하려 했다는 설과 정적관계에 있던 자의 소행이라는 의견이 있으나 구체적으로 밝혀진 것은 없다.
정인숙의 아들 정성일은 1985년 도미했다가 1991년 전 국무총리 정일권을 상대로 친자확인소송을 제기하기도 하였으나 돌연 소를 취하한 후 미국으로 떠나 피살 사건의 의혹은 밝혀지지 않고 있다.
2007년 골프장 사주 납치사건의 여파로 정인숙 살해사건은 다시 여론에 보도되기 시작하였으며
2010년 3월 20일 SBS TV 《그것이 알고싶다》는 20일 오후 11시 10분 〈나는 여동생을 쏘지 않았다 - 정인숙 피살 사건 미스터리〉라는 주제로 오래전 정인숙 사건의 실체를 다시 추적해 화제가 되기도 했다.

## 사건 검증 결과
2010년의 사건 검증 결과 직접 차량 안에서 총격을 가하지 않고도 정인숙을 저격할 수 있다는 것이 확인되었다. SBS 《그것이 알고싶다》에서는 정인숙 사건을 둘러싼 의혹과 논란을 과학적인 검증을 통해 다각도로 조명해보고자 했다. 이를 위해 제작진은 오빠 정종욱과 함께 검찰과 국립과학수사연구소에 당시 수사기록의 공개를 요청, 현장감식 기록과 피해자 정인숙의 부검기록 등을 입수했다.
제작진은 이를 근거로 오빠 정종욱을 범인으로 지목하게 만든 결정적인 증거였던 탄도검사와 화약흔 반응 등이 또 다른 가능성을 포함하고 있지는 않은지 알아봤다. 당시 수사기관은 소매 끝에서 나온 화약흔 반응을 근거로 총을 쏘지 않았다면 오빠의 소매끝에서 화약흔이 나올리 없다며 오빠 정종욱의 범행을 확신했다. 하지만 SBS '그것이 알고 싶다' 제작팀이 당시 사고차량의 내부와 동일한 크기의 세트를 바탕으로 총기발사 실험을 한 결과, 정종욱의 주장처럼 직접 총을 쏘지 않은 상황에서도 화약흔이 검출됨을 확인할 수 있었다.

## 파장
그러나 수사 과정에서 정인숙의 자택에서 발견된 포켓용 수첩과 장부에 적힌 이름과 일시, 장소, 명단 때문에 희대의 정치스캔들은 더욱 확대되었다. 당시 경찰과 검찰 직원의 부주의로 언론에 드러난 정인숙의 수첩에는 박정희 대통령, 정일권 국무총리, 김형욱 중앙정보부장, 박종규 대통령 경호실장, 장관, 차관급 인사들, 대한민국 국군 장성, 5대 재벌그룹 회장, 국회의원 등 주요 인사 27명을 포함한 권력 실세들 수십여 명 이름과 연락처가 적혀 있었던 것이다.
박정희 대통령은 자신은 물론 평소 거느리는 주변 사람들의 여자문제에도 관대한 편이었다. 심지어 김형욱 중앙정보부장이 직원을 시켜 정적이었던 김대중, 김영삼 등의 사생활을 캐서 보고서로 제출하자 화를 내며 찢어버렸다. 박정희 대통령은 이 사건 직후 “정 전 총리를 물러나게 하는 것이 어떻겠느냐”는 주위의 건의에 “남자가 여자 만나는 것은 예사”라며 사건을 무마했다는 후문이다. 그러나 신민당의 정치 공세는 계속되었다. 정일권은 박정희를 찾아가 무릎까지 꿇었다고 했고, 바로 해임을 시키면 세간의 루머만 커질 것을 우려한 박정희는 정일권을 불러 자진 사퇴를 권고한 뒤, 정종욱이 구속된 이후 잠잠해질 무렵 정일권을 해임하고 바로 미국으로 내보냈다. 정인숙 문제로 박정희에게 무릎을 꿇기까지 한 정일권은 하와이에서 쓸쓸한 말년을 보내게 된다.
나중에 정인숙의 집에서 발견된 정인숙의 소지품에선 정관계 고위층의 명함 26장이 포함된 33장의 명함이 쏟아져 나왔는데, 명단에는 박정희, 정일권, 이후락, 김형욱 등 대다수 5.16 주체세력들이  포함되어 있었다. 이후 경찰 수사는 지지부진해졌고 언론 보도가 수사를 대신하게 되었다.
당시 정치 주요인사 수십여 명의 이름과 연락처가 언론을 통해 보도되면서 사회지도층의 부도덕성은 여론과 시민들의 질타의 대상이 되었다. 당시 세간에는 '육박전' 이란 화두가 나돌았다. 정인숙 문제 때문에 육영수 여사가 박정희 대통령에게 사실여부를 추궁했고, 이것이 부부 싸움으로 이어졌다. 사건 확산과 자신이 동침한 여자와의 사이에 아이가 태어났다는 점 등 여러 가지 문제로 박정희의 호출에 무릎을 꿇은 정일권은 자신은 정인숙과 사귀긴 했으나 죽이지는 않았다며 억울함을 호소했다.
아빠가 누구냐고 물으신다면 청와대 미스터정라고 말하겠어요…나를 죽이지 않았다면 영원히 우리만이 알았을 것을 죽고 보니 억울한 마음 한이 없소

항간에선 ‘사랑은 눈물의 씨앗’이라는 나훈아의 노래를 개사한 ‘박의 소생’이라는 번안 가요가 퍼질 만큼 소문은 꼬리에 꼬리를 물었다. 당시 한 청와대 인사는 영부인 육영수 여사가 어디서인지 변조된 가사 전문을 입수, 박 전 대통령에게 따졌다고 전하기도 했다. 이와 관련 박 전 대통령은 “내 아내한테까지 오해를 받고 재떨이까지 날아왔지만 참았다”고 말한 것으로 알려졌다. 청와대 비서실장이었던 김정렴씨는 ‘피살된 정인숙이 박 전 대통령의 여자였다’는 시중의 소문을 박 전 대통령에게 보고하지 않았다가 눈물이 쏙 빠지도록 혼났다고 한다. 이 때문에 나훈아의 노래 ‘사랑은 눈물의 씨앗’은 금지곡으로 지정되기도 했다.

## 기타
사건에 대한 의혹은 지난 40년간 계속됐다. 당시 사건 수사가 정인숙 여인 주변에 대해서는 전혀 이뤄지지 않았다. 오빠의 범행동기가 석연치 않았으며 중요한 범행현장인 사고차량은 사건발생 몇시간만에 다른 곳으로 치워버렸다. 무엇보다 범행도구인 권총조차 발견하지 못했다.
정인숙의 오빠 정종욱은 19년의 형기를 마치고 출옥하고 난 뒤 "동생과 관계했던 고위층이 뒤를 봐준다고 했다는 아버지의 회유로 거짓자백을 했을 뿐, 집앞에 있던 괴한들이 동생을 살해했다"고 주장했다. 이런 숱한 의문점 때문에 정인숙 사건은 단순 살인사건이라는 수사기관의 발표에도 불구하고‘권력기관에 의한 살인’이라는 세간의 의혹을 잠재우지 못한 채 지금까지도 한국 현대사의 미스터리 사건으로 남아있다. 2010년 2월 중앙일보 측에서 어렵게 만난 오빠 정종욱은 "억울해서가 아니라면 수감생활까지 다 마치고 나와 '내가 쏘지 않았다'고 얘기하겠냐"며 그의 결백을 40년이 지난 지금까지 주장했다. 70대 중반에 들어선 그는 "이제 시간이 얼마 남지 않았다"며 "마지막으로 재심청구를 통해서라도 명예회복을 하고 싶다"며 억울함을 호소하였다.
정인숙은 당대 최고 권력층과 염문을 뿌린 것으로 알려지게 됐으며 그녀의 숨겨진 아들의 아버지가 누구냐를 놓고 여러 설이 나돌면서 이 사건은 3공화국 최대의 스캔들로 발전했다.
1995년 10월 18일 부로 방영을 시작한 MBC 특별기획 드라마 제4공화국 25화에서 정인숙 여인 피살 사건을 주제로 다뤘으며
26화 종료 직전
정인숙 여인 시체를 부검 후
신체 일부 (특정 중요 부위)를 적출한 후 국립 과학 연구소에서 포르말린 처리 후 일반 여성 과의 차이점 특이점을 연구 분석 할 목적으로 보관 중이라는 나레이터의 설명이 나온다

### 저격수의 존재 논란
정인숙 살해 혐의로 1심에서 사형, 2심에서 무기징역을 받은 뒤 1989년 가석방으로 풀려난 정종욱은 당초의 진술을 번복했다. 2000년 MBC 다큐멘터리 《이제는 말할 수 있다》와의 인터뷰에서 그는 “‘국무총리실에서 심부름 왔다’는 저격수에게 동생이 살해당했다”고 주장했다.

## 같이 보기
| - 제3공화국 - 제4공화국 - 정치 테러 - 정인숙 - 정종욱 - 의문사 | - 중앙정보부 - 정일권 - 박정희 - 김형욱 - 김종필 - 박종규 - 윤치영 - 이후락 - 정구영 | - 신정아 - 변양균 - 차지철 - 9.28 사태 - 10.26 사태 |